# Юркинське сільське поселення
Ю́ркинське сільське поселення (рос. Юркинское сельское поселение) — муніципальне утворення у складі Юринського району Марій Ел, Росія. Адміністративний центр — селище Юркино.

## Населення
Населення — 848 осіб (2019, 1095 у 2010, 1399 у 2002).

## Склад
До складу поселення входять такі населені пункти:
| Населений пункт   | Населення, осіб (2002) | Населення, осіб (2010) |
| ----------------- | ---------------------- | ---------------------- |
| Ікса, присілок    | 15                     | 18                     |
| Ікша, присілок    | 71                     | 38                     |
| Карасьяри, селище | 75                     | 15                     |
| Кромка, присілок  | 21                     | 5                      |
| Юркино, селище    | 1217                   | 1019                   |